# 圣玛尔定圣殿 (宾根)
圣玛尔定圣殿  是一座罗马天主教宗座圣殿，位于德国莱茵兰-普法尔茨 莱茵河畔宾根，是该市主要的天主教堂 。
该堂供奉 都尔的圣玛尔定，正门上方以及许多壁画和祭坛画都有这位圣人的形象。
1416年，教堂扩建，改建为伦巴第哥特式风格； 1505 年用艺术品装饰。
1930 年，该堂升格为宗座圣殿。